# Pernis celebensis
O Gavião-abelheiro-listrado (Pernis celebensis)  é uma espécie de ave de rapina da família Accipitridae.
Pode ser encontrada nos seguintes países: Indonésia e o Filipinas.
Os seus habitats naturais são: florestas subtropicais ou tropicais húmidas de baixa altitude e regiões subtropicais ou tropicais húmidas de alta altitude.